# Ghost Reveries
| 전문가 평가       | 전문가 평가 |
| 평가 점수         | 평가 점수   |
| 출처              | 점수        |
| ----------------- | ----------- |
| AllMusic          | [ 3 ]       |
| Alternative Press | [ 4 ]       |
| Blabbermouth.net  | 10/10       |
| Drowned in Sound  | 10/10       |
| Kerrang!          | [ 7 ]       |
| Pitchfork         | 8.4/10      |
| PopMatters        | 9/10        |
| Rock Hard         | 9/10        |
| Rock Sound        | [ 11 ]      |
| Stylus Magazine   | B           |
| Terrorizer        | 9.5/10      |

《Ghost Reveries》는 스웨덴의 프로그레시브 메탈 밴드 오페스의 여덟 번째 스튜디오 음반이다. 2005년 8월 29일 발매되었다. 이 음반은 로드러너 레코드와 계약한 후 그들의 첫 음반이었고, 스티븐 윌슨이 프로듀싱하지 않은 《Still Life》 (1999년) 이후 첫 음반이었다.
《Ghost Reveries》는 키보디스트 페르 비베리가 "영구적" 멤버로 참여한 오페스의 첫 번째 음반이고(비록 비베리가 《Lamentations》 무렵부터 오페스의 라이브 공연에 키보드 작업을 기여했지만), 드러머 마르틴 로페스와 오랜 기타리스트 페테르 린드그렌이 참여한 마지막 오페스 음반이다.
이 음반의 유일한 싱글은 〈The Grand Conjuration〉이다. 곡의 길이 때문에 곡의 절반 정도가 편집되었지만 곡의 뮤직 비디오가 공개되었다. 로페스는 아팠고 일시적으로 진 호글란으로 대체되었기 때문에 비디오에 나오지 않다.

## 배경
오페스는 여덟 번째 음반을 위한 새로운 자료를 쓰기 시작하기 위해 2004년에 집으로 돌아왔고, 올해 말까지, 그들은 그것을 쓰는 것을 마쳤다. 《Still Life》 이후 처음으로 《Ghost Reveries》의 곡들이 스튜디오에 들어가기 전에 음반을 위해 작곡되었다. 이것은 오페스에게 스튜디오에서 리허설을 하고 녹음을 완벽하게 할 수 있는 3주의 시간을 주었다. 이 밴드는 스웨덴 외레브로의 파시네이션 스트리트 스튜디오에서 음반을 녹음할지 아니면 소닉 랜치에서 음반을 녹음할지 결정해야 했다. 그들은 집에서 더 가까웠기 때문에 결국 매혹의 거리 스튜디오를 선택했다.
오페스의 유럽 레이블인 뮤직 포 네이션스는 2005년 문을 닫았고, 다양한 레이블과의 협상 끝에 이 밴드는 로드러너 레코드와 계약을 맺었다. 오케르펠트는 로드러너와 계약한 주된 이유는 음반이 대형 체인 소매점에서 판매될 수 있도록 보장하는 레이블의 광범위한 배포 때문이라고 말했다. 밴드가 주로 트렌드 지향적인 록과 메탈을 다루는 로드러너와 계약했다는 소식이 알려지자, 일부 팬들은 밴드가 매진되었다고 비난했다. 오케르펠트는 "솔직히 말해서 15년 동안 밴드로 활동하고 8개의 음반을 낸 것은 모욕적인 일입니다. 이렇게 오랜 세월이 흘렀는데도 우리가 오페스 팬들의 신뢰를 얻지 못했다니 믿을 수가 없어요. 그러니까, 우리 노래는 10분짜리잖아요!"

## 곡 목록
모든 곡들은 미카엘 오케르펠트에 의해 작사/작곡하였다.
| #  | 제목                         | 재생 시간 |
| -- | ---------------------------- | --------- |
| 1. | 〈Ghost of Perdition〉       | 10:29     |
| 2. | 〈The Baying of the Hounds〉 | 10:41     |
| 3. | 〈Beneath the Mire〉         | 7:57      |
| 4. | 〈Atonement〉                | 5:23      |
| 5. | 〈Reverie/Harlequin Forest〉 | 11:39     |
| 6. | 〈Hours of Wealth〉          | 5:20      |
| 7. | 〈The Grand Conjuration〉    | 10:21     |
| 8. | 〈Isolation Years〉          | 3:51      |